# Bulbothrix microscopica
Bulbothrix microscopica är en lavart som beskrevs av Elix. Bulbothrix microscopica ingår i släktet Bulbothrix och familjen Parmeliaceae.   Inga underarter finns listade i Catalogue of Life.